# 洛斯桑托斯 (桑坦德省)
洛斯桑托斯是哥倫比亞的城鎮，位於該國東北部，由桑坦德省負責管轄，距離首府布卡拉曼加62公里，始建於1750年，面積302平方公里，海拔高度890米，2005年人口10,614。
6°55′N 73°05′W / 6.917°N 73.083°W